# Photocryptus concinnus
Photocryptus concinnus är en stekelart som först beskrevs av Brulle 1846.  Photocryptus concinnus ingår i släktet Photocryptus och familjen brokparasitsteklar. Inga underarter finns listade i Catalogue of Life.